# Rue Alphonse-Boudard
La rue Alphonse-Boudard est une voie du 13e arrondissement de Paris, en France.

## Situation et accès
La rue débute avenue de France et finit rue du Chevaleret, elle est accessible par la ligne 14 à la station Bibliothèque François-Mitterrand et par la ligne C du RER à la gare de la Bibliothèque François-Mitterrand.

## Origine du nom

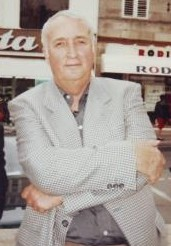
Alphonse Boudard dans les années 1980.

Cette rue rend hommage à Alphonse Boudard (1925-2000), romancier et scénariste français.

## Historique
La rue a été planifiée dans le cadre de l'opération Paris Rive Gauche. Cette opération d'urbanisme a pour objectif d'aménager une énorme partie du 13e arrondissement de Paris, tout au long du faisceau ferroviaire de la gare d'Austerlitz où le choix d'une couverture totale des voies ferrées a été retenu pour gagner du foncier et relier les deux « berges ferroviaires », auparavant déconnectées. Dans cette zone de jonction entre les anciens et le nouveau quartier, marquée par une différence de hauteur le long de la rue du Chevaleret, une « falaise » a été matérialisée (une promenade suspendue, la promenade Claude-Lévi-Strauss est aménagée en surplomb de la rue du Chevaleret). Cette « falaise » est traversée d'escaliers permettant la liaison piétonne entre les anciens quartiers et le nouveau mais, à cet endroit, il a été possible de créer une pente douce ascendante vers le nouveau secteur, en prolongement de la rue Charcot. Cette voie nouvelle, provisoirement nommée « voie BQ/13 », reçoit son nom définitif en 2013 et est ouverte à la circulation automobile en 2019.

## Bâtiments remarquables et lieux de mémoire
- La Halle Freyssinet abritant :
  - la Station F
  - La Felicità
- la place Grace-Murray-Hopper
- le jardin Françoise-Mallet-Joris
- la Bibliothèque Nationale de France - François Mitterrand